# Chiusa di San Michele
Chiusa di San Michele är en ort och kommun i storstadsregionen Turin, innan 2015 provinsen Turin, i regionen Piemonte, Italien. Kommunen hade 1 646 invånare (2017).